# Nuno Teotónio Pereira
Nuno Teotónio Pereira (Lisboa, 30 de enero de 1922-ibidem, 20 de enero de 2016) fue un arquitecto portugués. 
Se formó en Arquitectura en la Escuela de Bellas Artes de Lisboa. Singular arquitecto con predominancia en la segunda mitad del siglo XX.

## Vida
Nacido en Lisboa a 30 de enero de 1922, hijo de Luís Theotónio Pereira (Lisboa, Corazón de Jesus, 17 de marzo de 1895 - Lisboa, 13 de febrero de 1990), nieto materno de un alemán, y de su mujer Alice de Azevedo Gomes de Bettencourt (Oporto, 31 de diciembre de 1895 - Lisboa, 11 de junio de 1957), Nuno Theotónio Pereira (que más tarde cambió su nombre para Nuno Teotónio Pereira) se formó como arquitecto a 19 de abril de 1949, diplomado con 18 valores por la Escuela Superior de Bellos Artes de Lisboa. Colaboró en el Atelier del Arquitecto Carlos Ramos entre 1940 y 1943. Aún antes de concluir su curso, participó, en 1948, en el 1.º Congreso Nacional de Arquitectura, como arquitecto aprendiz. Hizo con Costa Martins la comunicación Habitación Económica y Reajustamento Social y en 1949 fue propuesto para socio del Sindicato Nacional de los Arquitectos, habiendo fundado en 1952 el Movimiento para la Renovación del Arte Religioso. Entre 1948 y 1972, fue consultor de Habitaciones Económicas en la Federación de las Cajas de Sanidad, habiendo realizado el primer concurso para habitaciones de renta controlada. Fue presidente del Consejo Directivo Nacional de la A.A.P. en los mandatos 1984-1986 y 1987-1989 y en 1966 fue presidente de la Sección Portuguesa de la U.I.A. - S.P.U.I.A. A nivel internacional, fue el primer delegado portugués al Comité del Hábitat de la Unión Internacional de los Arquitectos en Bucarest, 1966. 
Falleció el 20 de enero de 2016, en su casa de Lisboa, a pocos días de cumplir los 94 años de edad, después de un largo periodo de enfermedad.

## Proyectos y obras

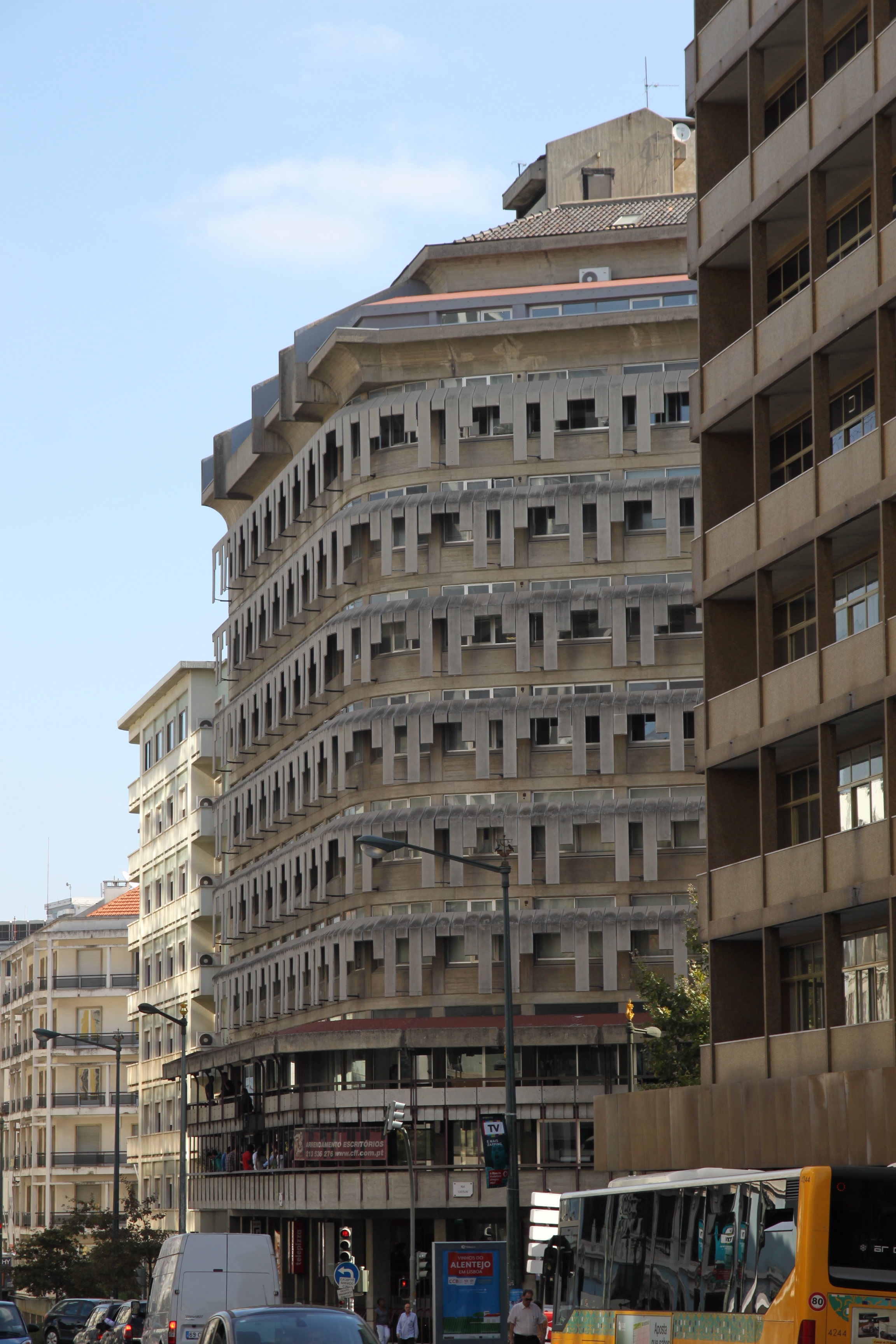
Edificio con João Braula Reyes, en la Calle Braamcamp, Lisboa, conocido como Franjinhas, 1970

Al largo de su carrera fue condecorado por diversas veces teniendo ganancia varios premios de arquitectura: Premio de la I Exposición Gulbenkian, 1955, con el Bloco de las Águas Livres; 2.º Premio Nacional de Arquitectura de la Fundación Gulbenkian, 1961. Premio AICA de 1985. Premios Valmor de 1967, 1971, 1975, respectivamente con la Torre de Habitación en los Olivais Norte, el Edificio Franjinhas en la Calle Braamcamp y la Iglesia del Sagrado Corazón de Jesus. Obtuvo aún las Menciones Honrosas de 1987 y 1988, con el edificio en el n.º 18 de la Calle Diogo Silbes, y los edificios a los números 31 a 45 de la Calle Gonçalo Nunes, ambos en el Restelo. Premio I.N.H. de Promoción Municipal 1992, con el emprendimiento de 144 hogares en Laveiras, Oeiras. Premio Espiga de Oro de la Cámara Municipal de Beja, 1993 y Premio Municipal Eugénio de Santos de la CML, 1995. Fue miembro honorario de la Orden de los Arquitectos desde noviembre de 1994, y doctor honoris causa por la Facultad de Arquitectura de la Universidad de Oporto en 2003 y doctor honoris causa, por la Facultad de Arquitectura de la Universidad de Lisboa en 2005.
Entre sus proyectos de arquitectura se destacan: 
- Edificio de habitación en la Calle General Silva Fr[6] eire, números 55 a 55 A (Olivais Norte), en Lisboa (con António Pinto Freitas) - Premio Valmor, 1967.
- Edificio de oficinas y comercio en la Calle Braamcamp n.º 9, en Lisboa (conocido por Edificio Franjinhas) (con João Braula Reyes) - Premio Valmor, 1971.
- Iglesia del Sagrado Corazón de Jesus (con Nuno Puertas) - Premio Valmor, 1975.
- Bloque de las Aguas Libres en Lisboa (con Bartolomeu Costa Cabral), 1956.
- Iglesia Nueva de Almada - «Iglesia de Nuestra Señora de la Asunción»,

## Reconocimiento
Fue agraciado con la Gran Cruz de la Orden de la Libertad el 9 de junio de 1995 y con la Gran Cruz de la Orden del Infante D. Henrique el 4 de octubre de 2004.
Recibió la Medalla de Oro de Mérito Municipal de Lisboa.
En abril de 2015, Nuno Teotónio Pereira fue distinguido con el Premio Universidad de Lisboa 2015 por el ejercicio “brillante” en el área de la Arquitectura y como “figura ética”.